# Spas Delev
Spas Borislavov Delev (in bulgaro Спас Бориславов Делев?; Ključ, 22 settembre 1989) è un calciatore bulgaro, attaccante della Lokomotiv Sofia.

## Carriera

### Club
Durante la sua carriera ha giocato con varie squadre di club, tra cui il CSKA Sofia.

### Nazionale
Ha giocato nella nazionale bulgara Under-21.
Nel 2011 ha esordito nella nazionale maggiore bulgara.

## Statistiche

### Cronologia presenze e reti in nazionale
| Cronologia completa delle presenze e delle reti in nazionale ― Bulgaria | Cronologia completa delle presenze e delle reti in nazionale ― Bulgaria | Cronologia completa delle presenze e delle reti in nazionale ― Bulgaria | Cronologia completa delle presenze e delle reti in nazionale ― Bulgaria | Cronologia completa delle presenze e delle reti in nazionale ― Bulgaria | Cronologia completa delle presenze e delle reti in nazionale ― Bulgaria | Cronologia completa delle presenze e delle reti in nazionale ― Bulgaria | Cronologia completa delle presenze e delle reti in nazionale ― Bulgaria |
| Data                                                                    | Città                                                                   | In casa                                                                 | Risultato                                                               | Ospiti                                                                  | Competizione                                                            | Reti                                                                    | Note                                                                    |
| ----------------------------------------------------------------------- | ----------------------------------------------------------------------- | ----------------------------------------------------------------------- | ----------------------------------------------------------------------- | ----------------------------------------------------------------------- | ----------------------------------------------------------------------- | ----------------------------------------------------------------------- | ----------------------------------------------------------------------- |
| 26-3-2011                                                               | Sofia                                                                   | Bulgaria                                                                | 0 – 0                                                                   | Svizzera                                                                | Qual. Euro 2012                                                         | -                                                                       | 81’                                                                     |
| 29-3-2011                                                               | Larnaca                                                                 | Cipro                                                                   | 0 – 1                                                                   | Bulgaria                                                                | Amichevole                                                              | -                                                                       | 90’                                                                     |
| 4-6-2011                                                                | Podgorica                                                               | Montenegro                                                              | 1 – 1                                                                   | Bulgaria                                                                | Qual. Euro 2012                                                         | -                                                                       | 88’                                                                     |
| 10-8-2011                                                               | Minsk                                                                   | Bielorussia                                                             | 1 – 0                                                                   | Bulgaria                                                                | Amichevole                                                              | -                                                                       | 46’                                                                     |
| 11-10-2011                                                              | Sofia                                                                   | Bulgaria                                                                | 0 – 1                                                                   | Galles                                                                  | Qual. Euro 2012                                                         | -                                                                       | 51’                                                                     |
| 30-5-2013                                                               | Toyota                                                                  | Giappone                                                                | 0 – 2                                                                   | Bulgaria                                                                | Kirin Cup                                                               | -                                                                       | 60’                                                                     |
| 4-6-2013                                                                | Almaty                                                                  | Kazakistan                                                              | 1 – 2                                                                   | Bulgaria                                                                | Amichevole                                                              | -                                                                       | 71’                                                                     |
| 6-9-2013                                                                | Palermo                                                                 | Italia                                                                  | 1 – 0                                                                   | Bulgaria                                                                | Qual. Mondiali 2014                                                     | -                                                                       | 76’                                                                     |
| 10-9-2013                                                               | Ta' Qali                                                                | Malta                                                                   | 1 – 2                                                                   | Bulgaria                                                                | Qual. Mondiali 2014                                                     | -                                                                       | 67’                                                                     |
| 25-3-2016                                                               | Leiria                                                                  | Portogallo                                                              | 0 – 1                                                                   | Bulgaria                                                                | Amichevole                                                              | -                                                                       | 90+5’                                                                   |
| 29-3-2016                                                               | Skopje                                                                  | Macedonia                                                               | 0 – 2                                                                   | Bulgaria                                                                | Amichevole                                                              | -                                                                       | 75’                                                                     |
| 7-6-2016                                                                | Suita                                                                   | Danimarca                                                               | 4 – 0                                                                   | Bulgaria                                                                | Kirin Cup                                                               | -                                                                       | 79’                                                                     |
| 13-11-2016                                                              | Sofia                                                                   | Bulgaria                                                                | 1 – 0                                                                   | Bielorussia                                                             | Qual. Mondiali 2018                                                     | -                                                                       |                                                                         |
| 25-3-2017                                                               | Sofia                                                                   | Bulgaria                                                                | 2 – 0                                                                   | Paesi Bassi                                                             | Qual. Mondiali 2018                                                     | 2                                                                       | 89’                                                                     |
| 9-6-2017                                                                | Barysaŭ                                                                 | Bielorussia                                                             | 2 – 1                                                                   | Bulgaria                                                                | Qual. Mondiali 2018                                                     | -                                                                       | 54’                                                                     |
| 7-10-2017                                                               | Sofia                                                                   | Bulgaria                                                                | 0 – 1                                                                   | Francia                                                                 | Qual. Mondiali 2018                                                     | -                                                                       |                                                                         |
| 10-10-2017                                                              | Lussemburgo                                                             | Lussemburgo                                                             | 1 – 1                                                                   | Bulgaria                                                                | Qual. Mondiali 2018                                                     | -                                                                       |                                                                         |
| 13-11-2017                                                              | Lisbona                                                                 | Bulgaria                                                                | 1 – 0                                                                   | Arabia Saudita                                                          | Amichevole                                                              | -                                                                       | 77’                                                                     |
| 23-3-2018                                                               | Sofia                                                                   | Bulgaria                                                                | 0 – 1                                                                   | Bosnia ed Erzegovina                                                    | Amichevole                                                              | -                                                                       | 63’                                                                     |
| 26-3-2018                                                               | Felcsút                                                                 | Bulgaria                                                                | 2 – 1                                                                   | Kazakistan                                                              | Amichevole                                                              | -                                                                       |                                                                         |
| 16-11-2018                                                              | Nicosia                                                                 | Cipro                                                                   | 1 – 1                                                                   | Bulgaria                                                                | UEFA Nations League 2018-2019 - 1º turno                                | -                                                                       | 56’                                                                     |
| 19-11-2018                                                              | Sofia                                                                   | Bulgaria                                                                | 1 – 1                                                                   | Slovenia                                                                | UEFA Nations League 2018-2019 - 1º turno                                | -                                                                       | 73’                                                                     |
| 22-3-2019                                                               | Sofia                                                                   | Bulgaria                                                                | 1 – 1                                                                   | Montenegro                                                              | Qual. Euro 2020                                                         | -                                                                       | 82’                                                                     |
| 25-3-2019                                                               | Pristina                                                                | Kosovo                                                                  | 1 – 1                                                                   | Bulgaria                                                                | Qual. Euro 2020                                                         | -                                                                       | 68’                                                                     |
| 26-2-2020                                                               | Sofia                                                                   | Bulgaria                                                                | 0 – 1                                                                   | Bielorussia                                                             | Amichevole                                                              | -                                                                       | 89’                                                                     |
| 3-9-2020                                                                | Sofia                                                                   | Bulgaria                                                                | 1 – 1                                                                   | Irlanda                                                                 | UEFA Nations League 2020-2021 - 1º turno                                | -                                                                       | 76’                                                                     |
| 6-9-2020                                                                | Cardiff                                                                 | Galles                                                                  | 1 – 0                                                                   | Bulgaria                                                                | UEFA Nations League 2020-2021 - 1º turno                                | -                                                                       | 70’                                                                     |
| 15-11-2020                                                              | Sofia                                                                   | Bulgaria                                                                | 1 – 2                                                                   | Finlandia                                                               | UEFA Nations League 2020-2021 - 1º turno                                | -                                                                       | 62’ 78’                                                                 |
| 18-11-2020                                                              | Dublino                                                                 | Irlanda                                                                 | 0 – 0                                                                   | Bulgaria                                                                | UEFA Nations League 2020-2021 - 1º turno                                | -                                                                       | 61’                                                                     |
| 25-3-2021                                                               | Sofia                                                                   | Bulgaria                                                                | 1 – 3                                                                   | Svizzera                                                                | Qual. Mondiali 2022                                                     | -                                                                       | 48’                                                                     |
| 28-3-2021                                                               | Sofia                                                                   | Bulgaria                                                                | 0 – 2                                                                   | Italia                                                                  | Qual. Mondiali 2022                                                     | -                                                                       | 76’                                                                     |
| 2-9-2021                                                                | Firenze                                                                 | Italia                                                                  | 1 – 1                                                                   | Bulgaria                                                                | Qual. Mondiali 2022                                                     | -                                                                       | 46’                                                                     |
| 5-9-2021                                                                | Sofia                                                                   | Bulgaria                                                                | 1 – 0                                                                   | Lituania                                                                | Qual. Mondiali 2022                                                     | -                                                                       | 76’                                                                     |
| 8-9-2021                                                                | Sofia                                                                   | Bulgaria                                                                | 4 – 1                                                                   | Georgia                                                                 | Amichevole                                                              | 1                                                                       | 57’ 60’                                                                 |
| 9-10-2021                                                               | Vilnius                                                                 | Lituania                                                                | 3 – 1                                                                   | Bulgaria                                                                | Qual. Mondiali 2022                                                     | -                                                                       | 72’                                                                     |
| 26-3-2022                                                               | Al Rayyan                                                               | Qatar                                                                   | 2 – 1                                                                   | Bulgaria                                                                | Amichevole                                                              | -                                                                       | 68’                                                                     |
| 16-11-2022                                                              | Larnaca                                                                 | Cipro                                                                   | 0 – 2                                                                   | Bulgaria                                                                | Amichevole                                                              | 1                                                                       |                                                                         |
| 20-11-2022                                                              | Lussemburgo                                                             | Lussemburgo                                                             | 0 – 0                                                                   | Bulgaria                                                                | Amichevole                                                              | -                                                                       | 23’ 46’                                                                 |
| 24-3-2023                                                               | Sofia                                                                   | Bulgaria                                                                | 0 – 1                                                                   | Montenegro                                                              | Qual. Euro 2024                                                         | -                                                                       | 85’                                                                     |
| 27-3-2023                                                               | Budapest                                                                | Ungheria                                                                | 3 – 0                                                                   | Bulgaria                                                                | Qual. Euro 2024                                                         | -                                                                       | 46’                                                                     |
| 17-6-2023                                                               | Kaunas                                                                  | Lituania                                                                | 1 – 1                                                                   | Bulgaria                                                                | Qual. Euro 2024                                                         | -                                                                       | 46’                                                                     |
| 20-6-2023                                                               | Razgrad                                                                 | Bulgaria                                                                | 1 – 1                                                                   | Serbia                                                                  | Qual. Euro 2024                                                         | -                                                                       | 78’                                                                     |
| 7-9-2023                                                                | Plovdiv                                                                 | Bulgaria                                                                | 0 – 1                                                                   | Iran                                                                    | Amichevole                                                              | -                                                                       | 85’                                                                     |
| 10-9-2023                                                               | Podgorica                                                               | Montenegro                                                              | 2 – 1                                                                   | Bulgaria                                                                | Qual. Euro 2024                                                         | -                                                                       | 46’                                                                     |
| 14-10-2023                                                              | Sofia                                                                   | Bulgaria                                                                | 0 – 2                                                                   | Lituania                                                                | Qual. Euro 2024                                                         | -                                                                       | 79’                                                                     |
| 17-10-2023                                                              | Tirana                                                                  | Albania                                                                 | 2 – 0                                                                   | Bulgaria                                                                | Amichevole                                                              | -                                                                       | 36’                                                                     |
| 16-11-2023                                                              | Sofia                                                                   | Bulgaria                                                                | 2 – 2                                                                   | Ungheria                                                                | Qual. Euro 2024                                                         | 1                                                                       | 84’                                                                     |
| Totale                                                                  |                                                                         | Presenze                                                                | 47                                                                      |                                                                         | Reti                                                                    | 5                                                                       |                                                                         |

## Palmarès

### Club

#### Competizioni nazionali
- Coppa di Bulgaria: 2

CSKA Sofia: 2010-2011
Ludogorec: 2022-2023
- Supercoppa di Bulgaria: 3

CSKA Sofia: 2011
Ludogorec: 2022, 2023
- Campionato bulgaro: 3

Ludogorec: 2021-2022, 2022-2023, 2023-2024